# Institut d'études politiques de Paris
Institut d'études politiques de Paris (Sciences Po Paris, Pariškog instituta političkih znanosti ) je europska poslovna škola s razvedenim kampusom smještenim u Parizu. Osnovana je 1872.
Škola je poznata po svojim katedrama političke znanosti, uprave, ekonomije, geopolitike, ljudskih i društvenih znanosti.
Rangiran je na 2. mestu na globalnoj rang listi sveučilišta u području političkih znanosti i međunarodnih odnosa, odmah poslije Harvarda.

## Poznati diplomanata
- François Gemenne, belgijski je predavač
- François Hollande, francuski predsjednik i socijalistički političar[2]

## Vanjske poveznice
- Službena stranica